# Papaver roseolum
Papaver roseolum är en vallmoväxtart som beskrevs av Mariam V. Agababjan och Fragman. Papaver roseolum ingår i släktet vallmor, och familjen vallmoväxter. Inga underarter finns listade i Catalogue of Life.
Växtens utbredningsområde är centrala Armenien. Den hittas där mellan 800 och 2100 meter över havet. Blomman ingår i ängar, halvöknar och den hittas intill jordbruksmark och väger.
Beståndet hotas av landskapsförändringar, av torka och av bränder. IUCN listar arten som starkt hotad (EN).